# Милановаць (Црнаць)
Милановаць (хорв. Milanovac) — населений пункт у Хорватії, у Вировитицько-Подравській жупанії у складі громади Црнаць.

## Населення
Населення за даними перепису 2011 року становило 54 осіб.
Динаміка чисельності населення поселення:

## Клімат
Середня річна температура становить 11,21 °C, середня максимальна – 25,78 °C, а середня мінімальна – -6,08 °C. Середня річна кількість опадів – 710 мм.
| Клімат поселення                              | Клімат поселення | Клімат поселення | Клімат поселення | Клімат поселення | Клімат поселення | Клімат поселення | Клімат поселення | Клімат поселення | Клімат поселення | Клімат поселення | Клімат поселення | Клімат поселення | Клімат поселення |
| Показник                                      | Січ.             | Лют.             | Бер.             | Квіт.            | Трав.            | Черв.            | Лип.             | Серп.            | Вер.             | Жовт.            | Лист.            | Груд.            |                  |
| Середній максимум, °C                         | 5,80             | 8,18             | 12,80            | 17,38            | 22,78            | 25,78            | 25,26            | 24,76            | 20,58            | 15,27            | 9,44             | 5,38             |                  |
| Середня температура, °C                       | −0,1             | 2,20             | 6,90             | 11,40            | 16,80            | 19,81            | 21,40            | 20,90            | 16,70            | 11,40            | 5,60             | 1,50             |                  |
| Середній мінімум, °C                          | −6,08            | −3,7             | 0,90             | 5,50             | 10,89            | 13,90            | 17,52            | 17,03            | 12,85            | 7,54             | 1,72             | −2,34            |                  |
| Норма опадів, мм                              | 43               | 40               | 42               | 55               | 68               | 90               | 65               | 66               | 55               | 61               | 70               | 55               |                  |
| Середньомісячна швидкість вітру, м/с          | 2.20             | 2.44             | 2.71             | 2.64             | 2.33             | 2.20             | 2.10             | 1.90             | 1.90             | 2.00             | 2.10             | 2.22             |                  |
| Середньомісячна сонячна радіація, кДж/м²·день | 4138             | 6875             | 10775            | 15268            | 19312            | 21328            | 22135            | 20010            | 14813            | 9111             | 4658             | 3492             |                  |
| --------------------------------------------- | ---------------- | ---------------- | ---------------- | ---------------- | ---------------- | ---------------- | ---------------- | ---------------- | ---------------- | ---------------- | ---------------- | ---------------- | ---------------- |
| Джерело:                                      |                  |                  |                  |                  |                  |                  |                  |                  |                  |                  |                  |                  |                  |